# Anguilla
Anguilla szigete az Egyesült Királyság tengerentúli területe,  a Kis-Antillák szerves része. A Szélcsendes-szigetek csoportjába tartozik. Legnagyobb városa egyben a közigazgatási székhely is: The Valley.

## Földrajz
Legmagasabb pont: Crocus Hill, 65 m. A sziget mészkőből épült fel. Kopár mészkőfelszín és bozótos borítja.

## Történelem
Anguilla első telepesei indián törzsek voltak, akik Dél-Amerika felől vándoroltak be. Az európai felfedezés ideje bizonytalan, bizonyos források szerint 1493-ban Kolumbusz látta a szigetet, mások szerint a franciák fedezték fel 1564-ben vagy 1565-ben. Anguilla neve az angolna szóból származik, különböző újlatin nyelvekből eredhet (spanyol: anguila, francia: anguille, olasz: anguilla), valószínűleg a sziget angolnaszerű alakja nyomán.
Anguilla első gyarmatosítói angol telepesek voltak Saint Kittsből, az 1650-es évek elején. Más korai európaiak Antiguából és Barbadosról érkeztek. Mindegyik korai európai csoport hozott magával néger rabszolgákat. Történészek egyetértenek abban, hogy a korai 17. században éltek afrikai rabszolgák a karibi térségben. Például Szenegálból érkezett afrikaiak éltek 1626-ban St. Christopherben (a mai St. Kitts). 1672-ben rabszolgapiac működött Nevis szigeten. Ez szolgálta ki a Szélcsendes-szigeteket. Bár az afrikaiak érkezését Anguillára nehéz pontosan meghatározni, levéltári források jelzik, hogy a szigeten 1683-ban számottevő afrikai jelenlét (legkevesebb 100 fő) volt.
A szigetet Anglia kormányozta, később az Egyesült Királyság a korai 19. századig, akkor − a lakosok akarata ellenére − betagolták Saint Kitts és Nevis brit tartozékba. Ez a lépés viszont nem tetszett az anguillaiknak, mivel nem éreztek közösséget Saint Kitts-Nevissel, ráadásul úgy gondolták, hogy egy nagyobb területi egység részeként velük senki sem törődik. 
A dolgok akkor kezdtek azonban súlyos sérelemként jelentkezni, amikor kiderült, hogy Saint Kitts-Nevis függetlensége évek kérdése, s minden abba az irányba megy, hogy az új ország része lesz Anguilla. Az anguillai lakosok ezt már nem tűrhették, 1967. május 30-án − ez mind a mai napi Anguilla nemzeti ünnepe − a lakosság elűzte a szigetről a saint-kitts-nevisi rendőrséget, majd az amerikai kormányhoz fordult, hogy vegye át a sziget irányítását. Az amerikai kormány természetesen nem reagált egy brit belügyre. Ezután a sziget egyoldalúan népszavazást tartott, ahol 1813 igen és 5 nem szavazattal kimondták elszakadásukat az akkor még brit uralom alatt álló Saint Kitts-Nevistől. Tárgyalások indultak a brit kormánnyal, a britek megpróbáltak egy kompromisszumos egyezséget kidolgozni, de nem voltak hajlandók teljesíteni az anguillai fő követeléséket: hogy legyen Anguilla külön kezelve Saint Kitts-Nevistől, s ne kapjon függetlenséget. Ezek után az anguillaiaknak nem maradt más lehetőségük, mint kiűzni a brit tárgyalókat, majd kikiáltották a forradalmat és a független köztársaságot (melyet Ronald Webster kiáltott ki), remélve, hogy ezek után komolyan veszik majd őket. Londonban erre nem számítottak, de most már lépniük kellett. Ismét tárgyalókat küldtek Anguillára, de az anguillaiak nem voltak hajlandók tárgyalni, remélve, hogy ezzel ki tudnak majd provokálni egy igazi brit reakciót. 
Miután a brit kormány kezdett nevetségessé válni, kénytelenek voltak lépni. 1969-ben megindult az Anguilla elleni brit „invázió”: egy 20 katonából és 40 rendőrből álló brit egység megindult Anguilla felé visszaállítani az alkotmányos rendet. A brit „megszállókat” az anguillaiak a parton meleg üdvözlő szavakkal és koktélokkal fogadták, az anguillai „forradalmi köztársaság” vezetése pedig azonnal „kapitulált”, így fél óra múlva már teljesítette a misszióját a kiküldött brit egység. Ezek után a britek már nem tudtak mit tenni, megígérték, hogy teljesítik a követeléseket. Ez meg is történt: 1980-ban Anguilla hivatalosan is le lett választva Saint Kitts-Nevisről. 1983-ban Saint Kitts-Nevis független állam lett, Anguilla pedig mind a mai napig brit tengerentúli terület.
A külügyek, a honvédelem, s gazdasági ügyek egy része a brit király (de facto a brit kormány) által kinevezett kormányzó hatáskörébe tartozik. A többi ügyet a helyi lakosok által választott parlament, és választásokon nyertes párt által delegált főminiszter intézi.

## Lakosság

### Népességének változása
| Lakosok száma | 6519 | 6653 | 8960 | 11 561 | 13 572 | 14 738 | 19 079 |
|               | 1974 | 1984 | 1992 | 2001   | 2011   | 2018   | 2023   |

### Etnikumok
Népcsoportok: fekete, mulatt (fekete és fehér keveréke), fehér.

### Vallások
29%-a anglikán, 23,9%-a metodista, 7,7%-a pünkösdista, 7,6%-a adventista, 7,6%-a az "Isten Egyháza" követője, 7,3%-a baptista, 5,7%-a katolikus, 2%-a egyéb.

## Gazdaság
Jelentős a sólepárlás és a foszfátbányászat. A sziget bevételeit elsősorban az idegenforgalom, a nemzetközi banki szolgáltatások és a halászat adja.

## Közlekedés
A szigeten 105 km az autóút hossza. 2 reptér van a területen a Blowing Point és a Road Bay. Két kikötő van.

## Megközelítése
Repülőgéppel a Princess Juliana nemzetközi repülőtérről (St. Maarten / St. Martin sziget), vagy kisebb repülőgépekkel St. Thomas, San Juan és Antigua felől.
Hajójáratok vannak Marigot Bay (St. Martin) és Blowing Point között (Anguilla), magánhajók bérelhetők közvetlenül a St. Maarten-i repülőtérről.

## Ünnepnapok
| Dátum                | angol neve                                           | magyar neve                            |
| -------------------- | ---------------------------------------------------- | -------------------------------------- |
| január 1.            | New Years Day                                        | újév                                   |
| március/április      | Good Friday and Easter Monday                        | nagypéntek és húsvéthétfő              |
| május 1.             | Labour Day                                           | a munka ünnepe                         |
| május/június         | Whit Monday                                          | pünkösdhétfő                           |
| május                | Anguilla Day                                         | Anguilla nap – ünnepségeket tartanak   |
| június 1. vasárnapja | Celebration of the Birthday of Her Majesty the Queen | II. Erzsébet születésnapja             |
| augusztus            | August Monday and August Thursday                    | Augusztus hétfő és augusztus csütörtök |
| augusztus            | Constitution Day                                     | az alkotmány napja                     |
| december 19.         | Separation Day                                       | a státusz napja                        |
| december 25–26.      | Christmas Day and Boxing Day                         | karácsony                              |

## Oltás
Kötelező a sárgaláz elleni védőoltás, ha valaki fertőzött országból érkezik/országon át utazik.

## Sport
Anguillai labdarúgó-válogatott